# Malai
El malai, oficialment conegut com a bahasa Melayu (que significa ‘llengua malaia’), és una llengua austronèsica parlada pels malais a la península de Malaca, al sud de Tailàndia, a Singapur i a parts de Sumatra. És l'idioma oficial de Malàisia i Brunei, i un dels quatre idiomes oficials a Singapur. També és una llengua de treball al Timor oriental.
A Indonèsia, s'utilitza la variant del malai coneguda com a bahasa Indonesia.
El bahasa Melayu i el bahasa Indonesia són, de fet, variants de la mateixa llengua.
Existeix un estàndard oficial per al malai, d'acord amb Indonèsia, Malàisia i Brunei, anomenat bahasa Riau, la llengua de l'arxipèlag de Riau, que s'ha considerat des de fa temps el lloc d'origen del malai.
Uns vint milions de persones el parlen com a primera llengua, i si comptem els que el parlen com a llengua apresa, la xifra puja fins als dos-cents cinquanta milions. És, doncs, la llengua austronèsica més parlada.

## Origen
Els lingüistes històrics malais estan d'acord en la probabilitat que la pàtria malaia es trobi a Borneo occidental. Una forma coneguda com a protomalai es parlava a Borneo almenys el 1000 aC, s'ha argumentat que és la llengua ancestral de totes les llengües malaies posteriors. El seu avantpassat, el protomalai-polinesi, descendent de la protoaustronèsica, va començar a dividir-se almenys l'any 2000 aC, possiblement com a resultat de l'expansió cap al sud dels pobles austronèsics al Sud-est asiàtic marítim des de l'illa de Taiwan.

## Història

Mapa de l'expansió de l'Imperi Srivijaya, començant a Palembang al, estenent-se després a la major part de Sumatra, i després expandint-se a Java, illes Riau, Bangka-Belitung, Singapur, Península Malaia (també coneguda com: Península de Kra), Tailàndia, Cambodja, Vietnam del sud, Kalimantan, Sarawak, Brunei, Sabah, i va acabar com el Regne de Dharmasraya a Jambi al.

La història de la llengua malaia es pot dividir en cinc períodes: el malai antic, el període de transició, el malai clàssic, el malai modern tardà i el malai modern. Es creu que el malai antic és l'avantpassat real del malai clàssic.
El malai antic va estar influenciat pel sànscrit, la llengua clàssica de l'Índia. Al vocabulari antic malai es poden trobar paraules en préstec del sànscrit. La inscripció de pedra més antiga coneguda en llengua malaia antiga es va trobar a Sumatra, Indonèsia, escrita en la varietat Pallava de l'alfabet grantha i té la data de l'1 de maig de 683. Coneguda com la inscripció de Kedukan Bukit, va ser descoberta pel neerlandès M. Batenburg el 29 de novembre de 1920 a Kedukan Bukit, al sud de Sumatra, a la vora del Tatang, un afluent del Riu Musi. És una petita pedra de 45 per 80 cm. Durant segles, Srivijaya, a través de la seva expansió, poder econòmic i habilitat militar, va ser responsable de l'extensió de l'antic malai per tot l'Arxipèlag Malai. Era l'idioma de treball dels comerciants i s'utilitzava en diversos ports i mercats de la regió.
Una altra evidència és la Llei Tanjung Tanah en cartes posteriors a Pallava. Aquest text legal preislàmic del segle xiv es va produir a l'època Adityawarman (1345–1377) de Dharmasraya, un regne hindú-budista que va sorgir després del final del govern Srivijaya a Sumatra. Les lleis eren per al poble Minangkabau, que avui encara viu a les terres altes de Sumatra.
La inscripció de la pedra Terengganu (Malay: Batu Bersurat Terengganu; Jawi: باتو برسورت ترڠݢانو) és una estela de granit que porta una inscripció en escriptura jawi que es va trobar a Terengganu, Malàisia, és la primera evidència d'inscripció clàssica malaia. La inscripció, datada possiblement a l'any 702 AH (correspon al 1303 dC), va constituir la primera evidència de l'escriptura jawi al món malai del sud-est asiàtic, i va ser un dels testimonis més antics de l'adveniment de l'Islam com a religió estatal a la regió. Conté la proclamació emesa per un governant de Terengganu conegut com Seri Paduka Tuan, instant als seus súbdits a estendre i defensar l'Islam i proporcionant 10 lleis bàsiques de la Sharia per guiar-los.
La llengua malaia clàssica es va fer servir molt com a lingua franca de la regió durant l'època del soldanat de Malaca (1402–1511). Va ser el període en què la llengua malaia es va desenvolupar ràpidament sota la influència de la literatura islàmica. El desenvolupament va canviar la naturalesa de la llengua amb una infusió massiva de vocabularis àrab, sànscrit i tàmil, anomenats malai clàssic. Sota el sultanat de Malacca, la llengua va evolucionar cap a una forma reconeixible pels parlants del malai modern. Quan la cort es va traslladar per establir el sultanat de Johor, va continuar utilitzant la llengua clàssica; s'ha associat tant amb el Riau neerlandès i el Johor britànic que sovint se suposa que el malai de Riau és proper a la llengua clàssica. No obstant això, no hi ha una connexió més estreta entre el malai malacà tal com s'utilitza a Riau i el vernacle de Riau.
Entre les cartes supervivents més antigues escrites en malai hi ha les cartes del sultà Abu Hayat de Ternate, illes Moluques a l'actual Indonèsia, datades al voltant de 1521–1522. El text va dirigit al rei de Portugal, després del contacte amb l'explorador portuguès Francisco Serrão. Les cartes mostren signes d'ús no nadiu; els ternats utilitzaven (i encara fan servir) el ternat no relacionat, una llengua de Papua occidental, com a primera llengua. El malai s'utilitzava únicament com a lingua franca per a comunicacions interètniques.

## Classificació
El malai és un membre de la família de llengües austronèsiques, que inclou llengües del sud-est asiàtic i de l'oceà Pacífic, amb un nombre menor a l'Àsia continental. El malgaix, parlat a Madagascar a l'oceà Índic, també és membre d'aquesta família lingüística. Tot i que aquestes llengües no són necessàriament mútuament intel·ligibles en cap mesura, les seves similituds solen ser força evidents. En llengües més conservadores com el malai, moltes arrels han arribat amb relativament pocs canvis respecte al seu avantpassat comú, la llengua protoaustronèsica. Hi ha molts cognats que es troben en les paraules de les llengües per a parentiu, salut, parts del cos i animals comuns. Els números, especialment, mostren similituds notables.
Dins de l'austronèsic, el malai forma part d'un grup de nombroses formes de parla estretament relacionades, conegudes com a llengües malairs, que es van estendre per Malàisia i l'arxipèlag d'Indonèsia pels comerciants malais de Sumatra. Hi ha desacord sobre quines varietats de parla anomenades popularment "malai" s'han de considerar dialectes d'aquesta llengua, i quines s'han de classificar com a llengües malais diferents. El vernacle de Brunei —malai de Brunei— per exemple, no és fàcilment intel·ligible amb la llengua estàndard, i el mateix passa amb algunes varietats lingüístiques a la península malaia com ara el malai de Kedah. Tanmateix, tant Brunei com Kedah estan força a prop.

## Fonologia
El malai, com la majoria de les llengües austronesies, no és una llengua tonal.

### Consonants
Les consonants de Malàisia així com les d'Indonèsia es mostren a continuació. Les consonants no natives que només apareixen en paraules manllevades, principalment de l'àrab i l'anglès, es mostren entre parèntesis.
|                    |           | Labial | Dental/ Alveolar | Postalv./ Palatal | Velar | Glotal |
| ------------------ | --------- | ------ | ---------------- | ----------------- | ----- | ------ |
| Nasal              | Nasal     | m      | n                | ɲ                 | ŋ     |        |
| oclusiva/ Africada | sorda     | p      | t                | t͡ʃ                | k     | (ʔ)    |
| oclusiva/ Africada | sonora    | b      | d                | d͡ʒ                | ɡ     |        |
| Fricativa          | sorda     | (f)    | s                | (ʃ)               | (x)   | h      |
| Fricativa          | sonora    | (v)    | (z)              |                   | (ɣ)   |        |
| Aproximant         | semivocal | w      |                  | j                 |       |        |
| Aproximant         | lateral   |        | l                |                   |       |        |
| Vibrant            | Vibrant   |        | r                |                   |       |        |

Nota ortogràfica:
Els sons es representen ortogràficament pels seus símbols com a dalt, excepte:
- /ð/ és 'z', el mateix que el so /z/ (només apareix en préstecs àrabs que originalment contenien el so /ð/, però l'escriptura no es distingeix de préstecs àrabs amb so /z/, i aquest so l'han d'aprendre per separat pels parlants).
- /ɲ/ és 'ny'; 'n' abans de 'c' i 'j'
- /ŋ/ és 'ng'
- /θ/ es representa com a 's', igual que el so /s/ (només apareix en préstecs àrabs que originalment contenen el so /θ/, però l'escriptura no es distingeix dels préstecs àrabs amb so /s/, i aquest so l'han d'aprendre per separat pels parlants). Anteriorment (abans de 1972), aquest so s'escrivia 'th' en malai estàndard (no indonesi)
- l'oclusiva glotal /ʔ/ és la 'k' final o un apòstrof' (tot i que algunes paraules tenen aquesta oclusiva
- /tʃ/ és 'c'
- /dʒ/ és 'j'
- /ʃ/ és 'sy'
- /x/ és 'kh'
- /j/ és 'y'
- /q/ és 'k'

Préstecs de l'àrab:
- Els fonemes que només apareixen en préstecs àrabs poden ser pronunciats clarament per parlants que coneixen l'àrab. En cas contrari, tendeixen a ser substituïts per sons natius.

| Diferent | Assimilat | Exemple                        |
| -------- | --------- | ------------------------------ |
| /x/      | /k/, /h/  | khabar, kabar "notícies"       |
| /ð/      | /d/, /l/  | redha, rela "de bona voluntat" |
| /zˤ/     | /l/, /z/  | lohor, zuhur "migdia"          |
| /ɣ/      | /ɡ/, /r/  | ghaib, raib "desaparegut"      |
| /ʕ/      | /ʔ/       | saat, sa'at "moment"           |
| /θ/      | /s/       | Selasa "Dimarts"               |
| /q/      | /k/       | makam "tomba"                  |

### Vocals
El malai originalment tenia quatre vocals, però en molts dialectes actuals, inclòs el malai estàndard, en té sis, amb /i/ dividit en /i, e/ i /u / dividit en /u, o/. Moltes paraules es pronuncien de manera variable, amb [i, u] o [e, o], i relativament poques paraules requereixen una vocal mitjana [e, o] 
|         | Anterior | Central | Posterior |
| ------- | -------- | ------- | --------- |
| Tancada | i        |         | u         |
| Mitjana | e        | ə       | o         |
| Oberta  |          | a       |           |

Nota ortogràfica: tant /e/ com /ə/ s'escriuen amb ⟨e⟩. Les /e, o/ ortogràfiques són relativament rares, de manera que la lletra ⟨e⟩ sol representar /ə/. Hi ha alguns homògrafs; per exemple, perang s'utilitza tant per a /pəraŋ/ "guerra" com per a /peraŋ ~ piraŋ/ "ros". (A Indonèsia, "ros" es pot escriure perang o pirang.)
Algunes anàlisis consideren /ai, au, oi/ com a diftongs. No obstant, [ai] i [au] només poden ocórrer en síl·labes obertes, com ara cukai ("impost") i pulau ("illa"). Paraules amb un diftong fonètic en síl·laba tancada, com ara baik ("bo") i laut ("mar"), en realitat són dues síl·labes. Per tant, una anàlisi alternativa tracta els diftongs fonètics [ai], [au] i [oi] com una seqüència d'un monoftong més un aproximant: /aj/, /aw/ i /oj/ respectivament.
Hi ha una regla de l'harmonia vocàlica: les vocals no obertes /i, e, u, o/ de les paraules bisíl·labs han de coincidir en alçada, de manera que hidung ("nas" ) està permès però *hedung no.
|                                                            | Pronunciació Johor-Riau | Pronunciació Septentrional | Pronunciació Baku i indonesi |
| ---------------------------------------------------------- | ----------------------- | -------------------------- | ---------------------------- |
| ⟨a⟩ en síl·laba oberta final                               | /ə/                     | /a/                        | /a/                          |
| ⟨i⟩ en síl·laba tancada final amb ⟨n⟩ i ⟨ng⟩ finals        | /e/                     | /i/                        | /i/                          |
| ⟨i⟩ en síl·laba tancada final amb altres consonants finals | /e/                     | /e/                        | /i/                          |
| ⟨u⟩ en síl·laba tancada final amb ⟨n⟩ i ⟨ng⟩ finals        | /o/                     | /u/                        | /u/                          |
| ⟨u⟩ en síl·laba tancada final amb altres consonants finals | /o/                     | /o/                        | /u/                          |
| final ⟨r⟩                                                  | muda                    | /r/                        | /r/                          |